# Sant Romá de Abella

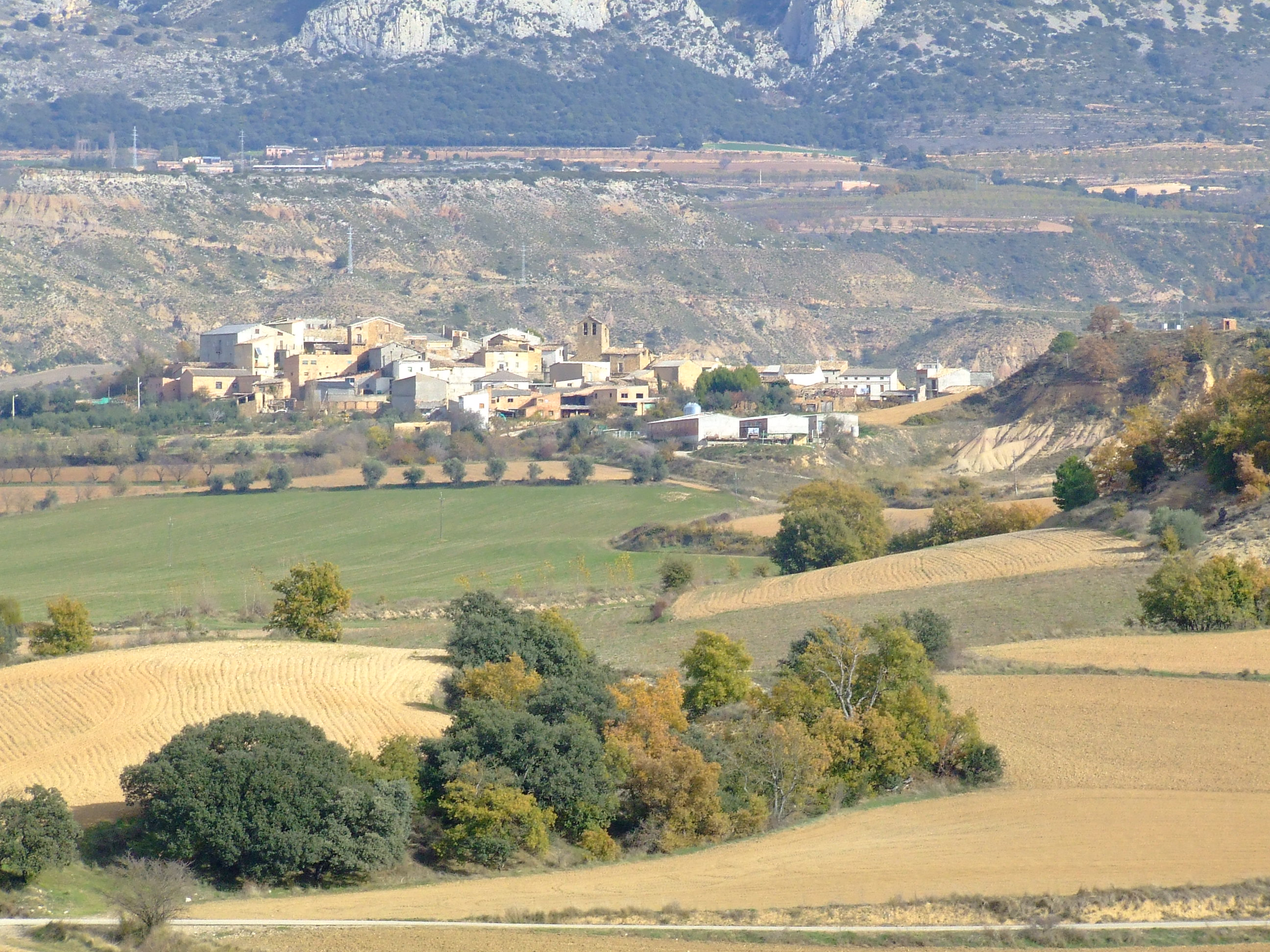
Sant Romá de Abella desde el Monte de Conques.

Sant Romá de Abella (oficialmente, Sant Romà d'Abella) es un pueblo en la comarca de Pallars Jussá de la provincia de Lérida. Forma parte como entidad de población del municipio de Isona y Conca Dellá. En el pasado tuvo municipio propio hasta el 1970, año en que se integró en Isona y Conca Dellá, junto con cinco antiguos municipios más: Benavent de Tremp, Conques, Figuerola de Orcau, Isona y Orcau. Está situado 4 km al noroeste de la cabeza del municipio, en el valle del río de Abella, que vierte en el río de Conques en el término de Gavet de la Conca.
El término municipal de Sant Romá de Abella limitaba al norte y levante con el de Abella de la Conca, al sureste, con el de Isona, al suroeste con el de Conques y a poniente con el de Orcau. Salvo el de Abella de la Conca, el resto están en estos momentos también integrados en el término de Isona y Conca Dellá.
Es el único de los términos integrados en el de Isona y Conca Dellá que pertenecía históricamente a la baronía de Abella; el resto de la antigua baronía está dentro del término de Abella de la Conca.

## Etimología
El nombre del pueblo se debe al patrón de la parroquia, San Román, y al hecho de pertenecer, en su origen, a la baronía de Abella. Se trata, pues, de un topónimo románico descriptivo.

## Descripción geográfica
El antiguo término de Sant Romá de Abella era el más pequeño en extensión de los que se integraron en 1970 en el nuevo municipio de Isona y Conca Dellá. Representó 7,59 km² de los 135,27 del nuevo término completo.
Comprende básicamente el sector medio del valle del río de Abella, entre Abella de la Conca y Figuerola de Orcau, pero solo en una anchura de dos kilómetros. El antiguo término apenas estaba marcado por accidentes orográficos, de modo que eran casi del todo arbitrarios, prevaleciendo las antiguas jurisdicciones señoriales y parroquiales, trazadas a partir de la propiedad de la tierra.
La punta sur del término estaba en una cresta poco marcada, cerca y al noroeste de la villa de Isona, en el lugar conocido como Pla de Avall (o Pla del Valle, según unos u otros autores), a 660 metros de altitud. De aquí iba hacia el noroeste casi por completo en línea recta, hasta llegar a Prats de Basturs, al norte del santuario de la Virgen de las Esplugues, dejando el Tossal de la Collada, de 671 metros de altitud, dentro del término de Sant Romà. Una vez en los Prats de Basturs, el mojón flexionaba hacia el norte, ligeramente inclinado hacia levante, para atravesar el río de Abella e ir a buscar una cresta de 689 metros de alto, en el lugar llamado Salaric, y continuaba subiendo hasta los 741 metros, a poniente del lugar llamado la Viella. En este lugar se alcanzaba el extremo norte del antiguo término. Se trata de las últimas crestas que hacen de contrafuertes de la sierra de Carreu.
De ahí, el mojón —que es aún actualmente mojón con Abella de la Conca— toma la dirección de levante, decantándose ligeramente hacia el sur, por la Llau Fonda, hasta llegar al Tossal de la Doba, de 823 metros de altitud, por la vertiente norte. En este punto, torciendo en arco hacia el sur, siguiendo aún crestas hasta encontrar el río de Abella. De este lugar hacia mediodía, el mojón discurre de forma arbitraria por medio de campos de cultivo, hacia el Pla de Sant Romà. Atraviesa el barranco del Mas de Mitjà, y alcanza los Plans, donde se encuentra con el que fue mojón con Isona, que seguía, en dirección suroeste, para subir a la cresta del Plan d'Avall.
El río de Abella define el valle donde se asienta este antiguo término municipal. Al norte, se encuentran varios torrentes afluentes de este río, llamados genéricamente los Torrents, entre los que destacan el de más a levante, el barranco de la Topera, y el de más a poniente, el barranco de la Viella. Por el lado sur, plano, no afluye ningún curso de agua. En el extremo sur del término se encuentran tres barrancos que van a buscar el río de Conques, tomando la dirección suroeste. Los dos primeros forman el barranco de la Boïga ya dentro del antiguo término de Conques. El tercero, paralelo a los anteriores y más cercano a Isona, es el barranco del Mas de Mitjà, ya mencionado.
Aparte de las elevaciones ya anunciadas, no hay ninguna más que destaque de la llanura donde se encuentran las tres agrupaciones de población que forman Sant Romá de Abella.
Como había formado parte de la baronía de Abella, sus vínculos antiguos eran con aquella villa. Ahora bien, el paso del tiempo, las vías de comunicación y la misma constitución orográfica del término de Sant Romá de Abella han hecho que se fuera acercando a Isona, desde todos los puntos de vista, hasta integrarse del todo en el año 1970.

## Vecindario de la población
Aunque el poblamiento disperso es la base de este antiguo municipio, se han formado tres núcleos de casas. Por un lado, el pueblo propiamente dicho de Sant Romà d'Abella, alrededor de la iglesia parroquial de San Román y a los pies del cerro donde estuvo el castillo de Sant Romá de Abella. Incluía la Fassina del Març y la Teuleria del Tossal.
Trescientos metros al noroeste se halla el vecindario de las Masies de Sant Romá. También trescientos metros a levante, el vecindario de las Casas de Sant Pere, en el entorno de la iglesia románica de San Pedro Mártir. Los tres núcleos están a una altura parecida: lo que hace de centro donde está ubicada la iglesia parroquial de Sant Romà, a 683 metros de altitud.
La población conserva vestigios de la antigua villa amurallada, que debía formar una unidad defensiva con el castillo que la coronaba. Como poblamiento disperso, aunque están muy cercanas a estos tres núcleos de población, se encuentran las construcciones rurales de Cal Macià, Casa Bernadí, el Molino del Baró, la Torre de Baró y la Cabana del Cilió.
Cerca del extremo norte del término están los restos de la capilla de la Virgen de Vilaformosa, conocida popularmente con el nombre de Vilahermosa. Sólo quedan vestigios.

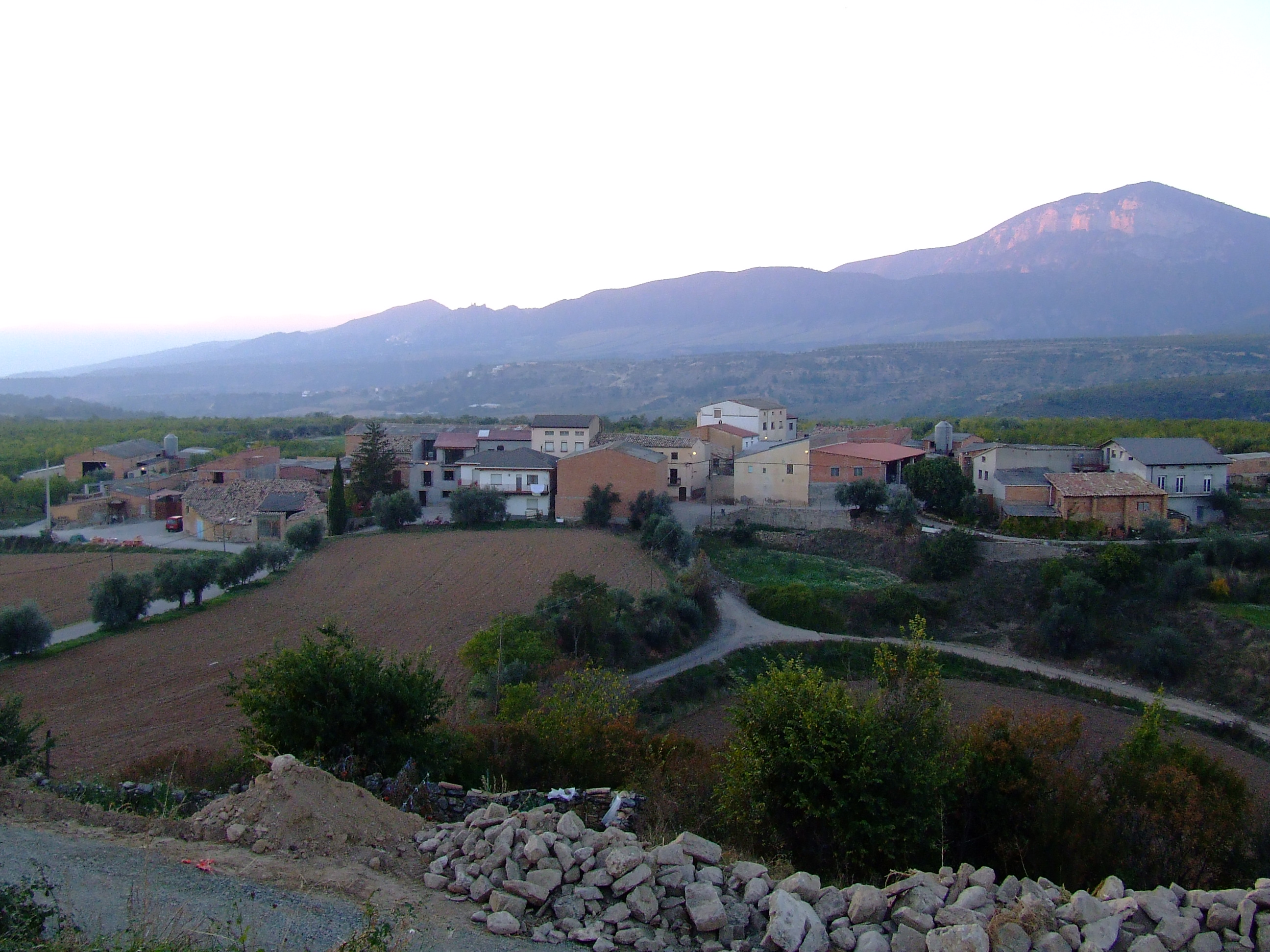
Vecindad de las Masies de Sant Romá.
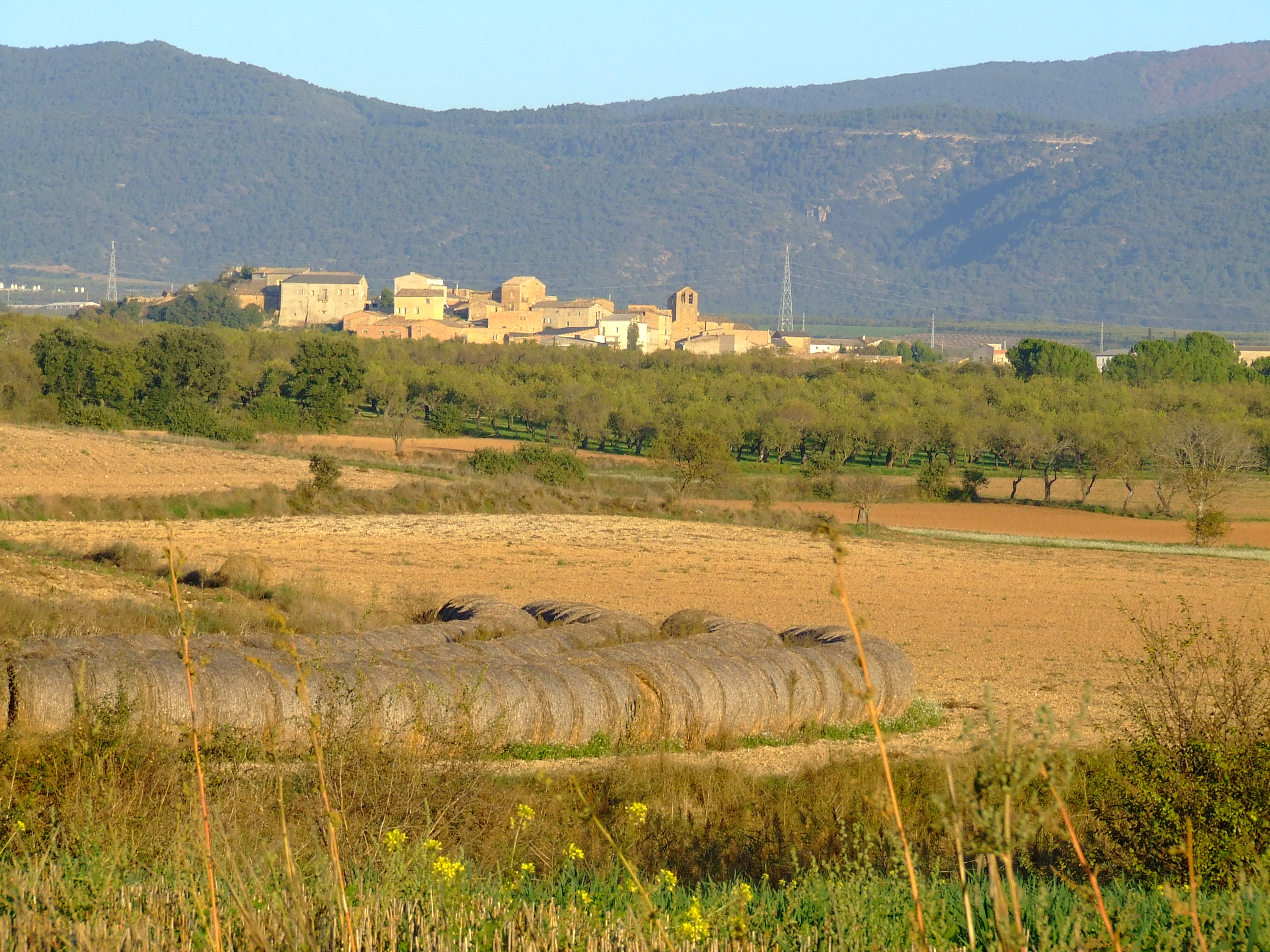
Núcleo principal de Sant Romá de Abella.
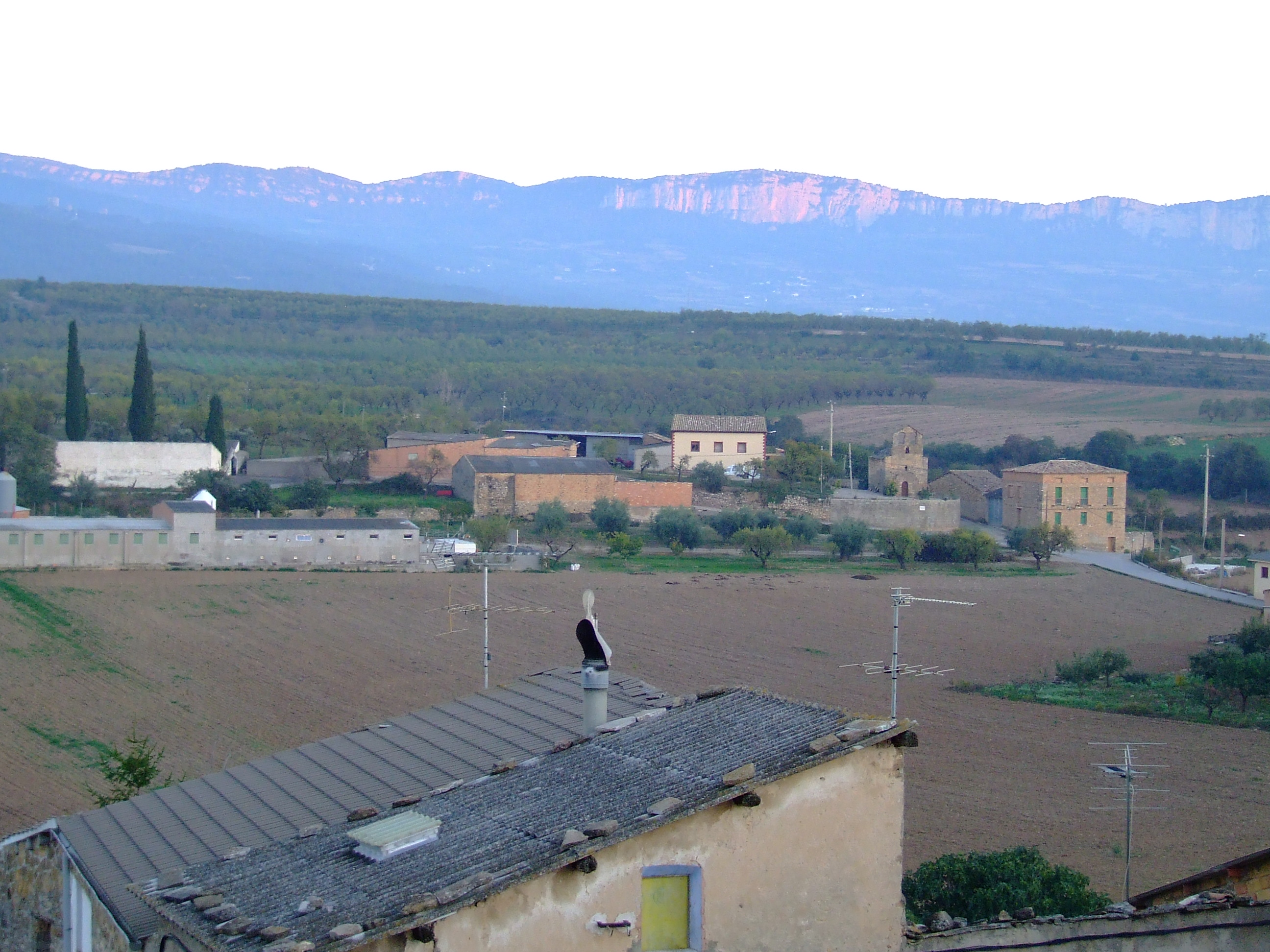
Vecindad de las Cases de Sant Pere.

## Historia
La aparición de este pueblo ocurre con la creación de una parroquia foránea de Abella de la Conca, que debía agrupar los caseríos dispersos de la llanura del sur de la villa de Abella, en el entorno del castillo, documentado desde el siglo XI. Permaneció dentro de la baronía de Abella hasta que se inició un proceso de independencia que le fue alejando de la villa matriz. 

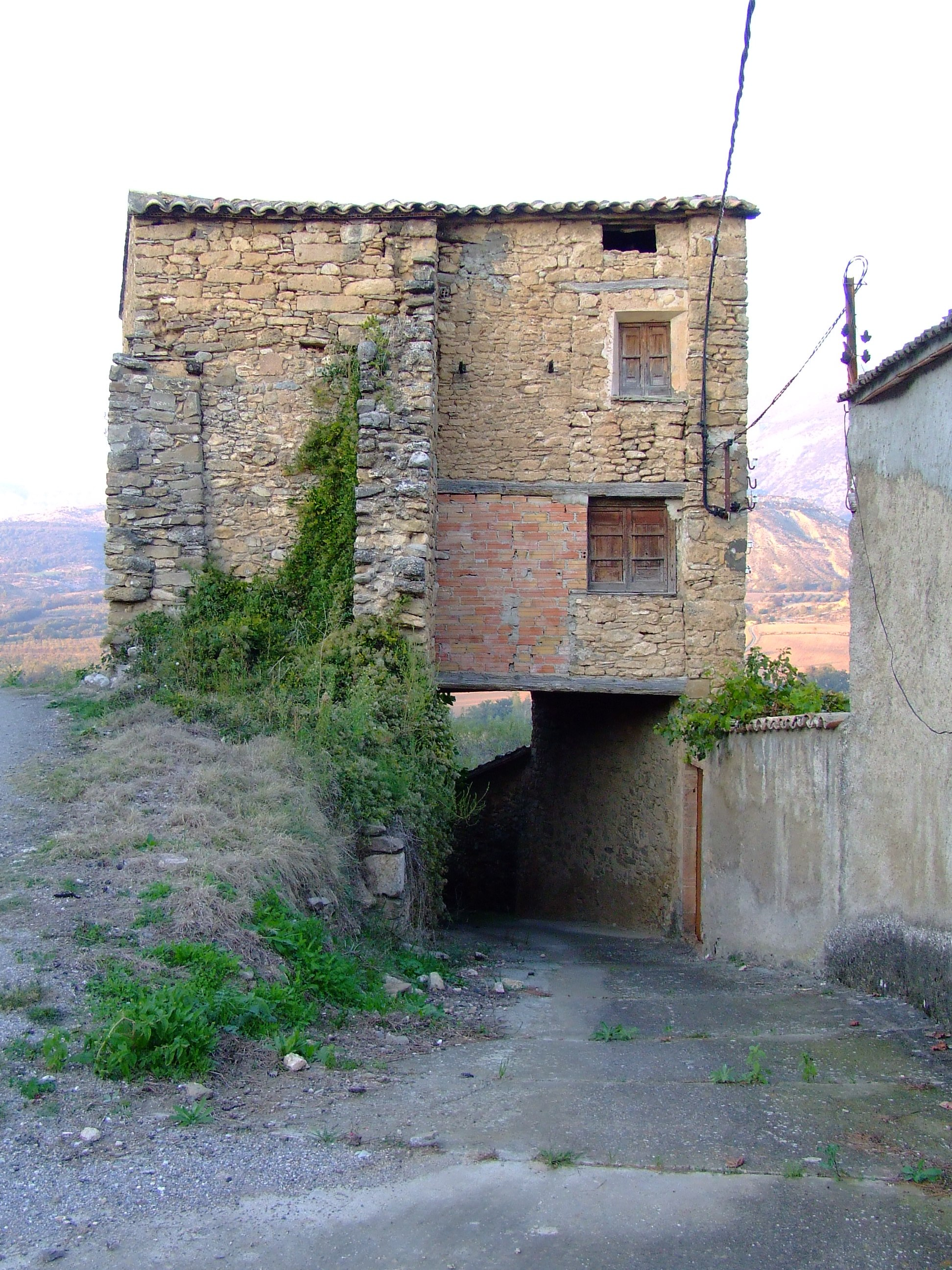
Casa con portal y restos de las murallas del pueblo.

El castillo fue conquistado por Arnau Mir de Tost, en tiempos de Ramón IV de Pallars Jussá. Luego pasó a manos de Guillem Guitard de Caboet, quien lo legó en testamento a su hijo Bernat en 1100. En 1381 ya consta como integrado en la baronía de Abella.
Dentro de este proceso se encuentra la formación de ayuntamiento propio que, en la modalidad de la época, ya se produjo en el siglo XVII. Desde entonces ha sido un ente municipal independiente, hasta la integración dentro de Isona y Conca Dellá, en 1970.
La parroquia ha tenido una evolución similar, pero no paralela. Nació como dependencia de San Esteban de Abella de la Conca, para pasar más tarde a depender de Isona. Nunca ha tenido rango de parroquia independiente. En la actualidad, como todas las parroquias de los términos de Abella de la Conca y de Isona y Conca Dellá, depende del rector de Isona, dentro del arciprestazgo de Tremp del obispado de Urgel.

## Geografía humana

### Demografía
| Gráfica de evolución demográfica de Sant Romá de Abella entre 1842 y 1960 |
| |
| Población de derecho según los censos de población del INE Población de hecho según los censos de población del INEEn estos censos se denominaba San Romá de Abella: 1842, 1857 y 1860 Entre el censo de 1970 y el anterior, este municipio desaparece porque se integra en el municipio 25115 (Isona y Conca d'Alla) |

En el censo de 1359, Sant Romá de Abella consta, en la Veguería de Pallars , con 12 fuegos (unos 60 habitantes), dentro del señorío de Berenguer de Abella. En 1553 constan 20 fuegos.
A mediados del siglo XIX, Pascual Madoz, en su obra Diccionario geográfico-estadístico-histórico..., aparecido en 1845, describe a Sant Romá de Abella en los términos siguientes: situado en un plano ligeramente inclinado hacia el sur, tiene al norte el cerro donde se yergue la casa del Barón, el clima es cálido y sano. El pueblo tiene 62 casas, entre el pueblo y un pequeño arrabal situado al suroeste. Sólo tenía una masía separada del pueblo, llamada igual que el pueblo: Sant Romá. Tenía 45 vecinos (cabezas de familia) y 370 almas (habitantes).
En la Geografía general de Cataluña, dirigida por Francesc Carreras y Candi, se dice que Sant Romá de Abella tiene en ese momento (primeros años del siglo XX) 115 edificios y 328 habitantes. Además hay 28 edificios y 44 personas en Les Masies de Sant Romà y 26 casas o masías más dispersos. Todo ello, da aún 389 habitantes. 
Después de 1715 formó parte del Corregimiento de Talarn, institución borbónica que vino a sustituir a las antiguas veguerías. El señorío pertenecía a N. Subirà en la segunda mitad del siglo XIX.

## Lugares de interés
- Pueblo de Sant Romá d'Abella, con sus tres núcleos (Sant Romá, Les Masies de Sant Romà y las Cases de Sant Pere)
- Castillo de Sant Romá d'Abella
- Iglesia de San Pedro Mártir de Sant Romá de Abella